# Irene Sattler

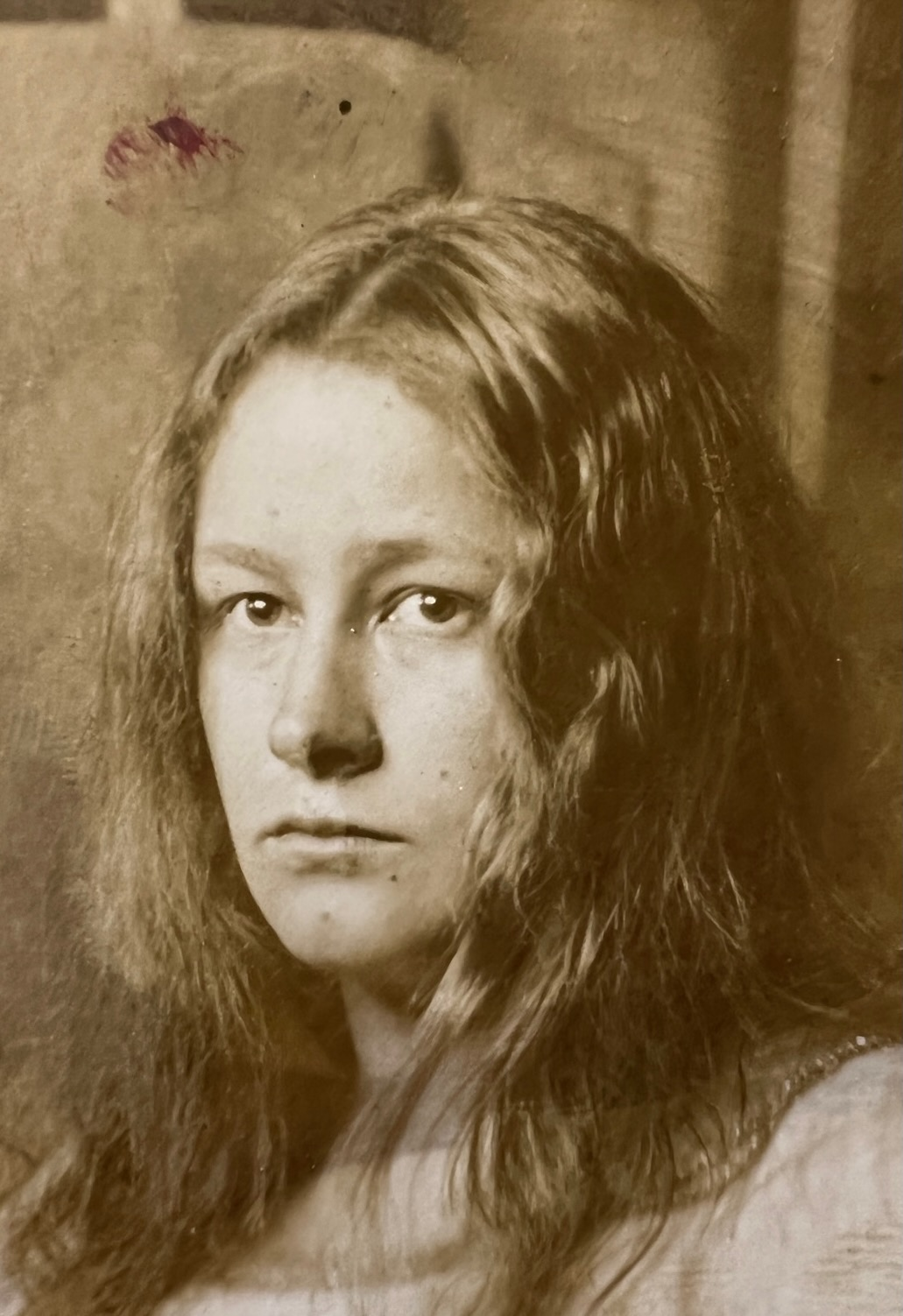
Irene Müller, geborene Sattler, um 1906

Irene Elisabeth Charlotte Sattler, verheiratete Irene Müller (geboren am 3. Februar 1880 in Würzburg; gestorben am 1. Oktober 1957 in Schloss Elmau) war eine deutsche Bildhauerin.

## Leben

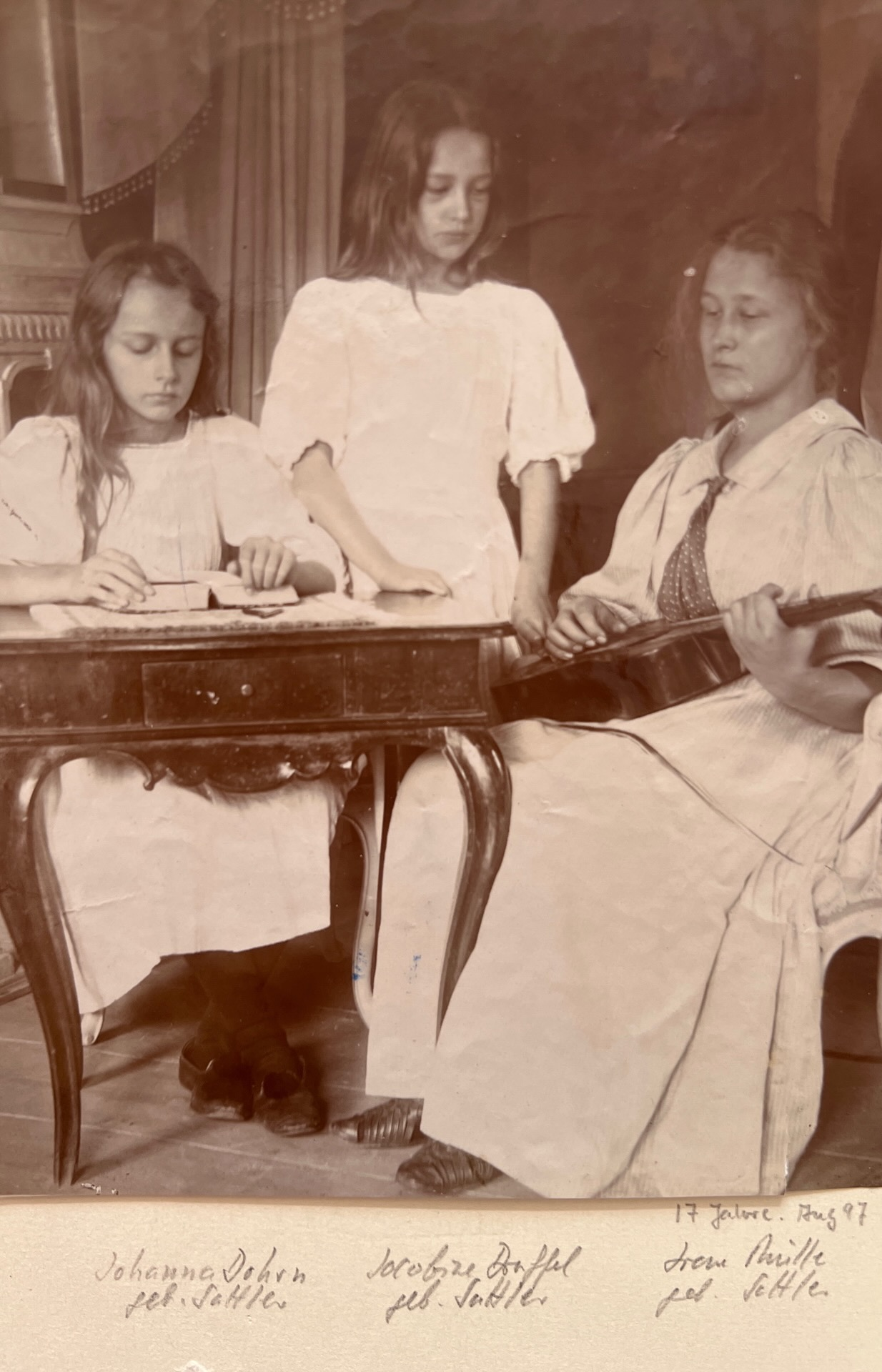
Von rechts: Irene Sattler mit ihren Schwestern Jacobine und Johanna

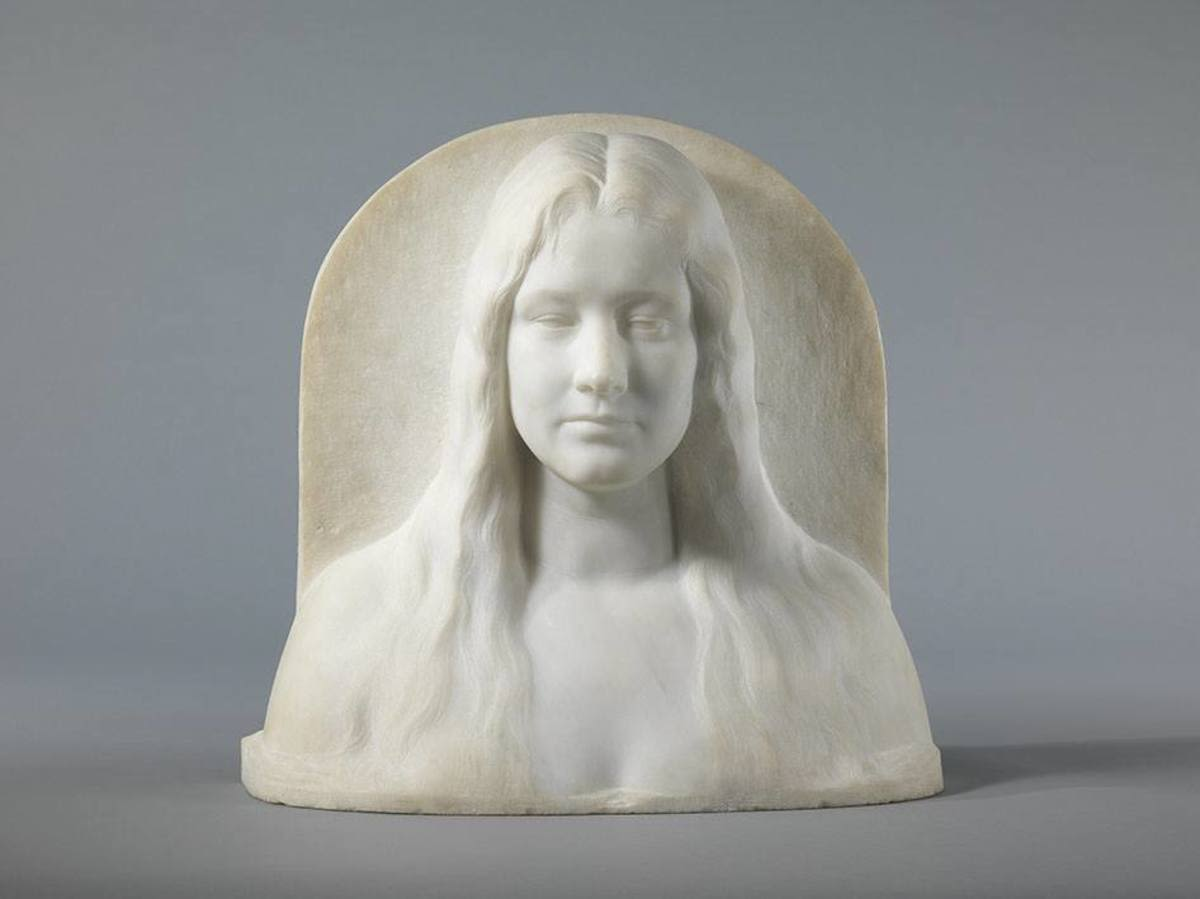
Adolf von Hildebrand: Die Bildhauerin Irene Sattler, Marmor 1904, Bayerische Staatsgemäldesammlungen

### Jugend und Ausbildung
Irene Sattler kam aus einer wohlhabenden Münchner Familie. Ihr Vater war der Maler Ernst Sattler (1840–1923), ihre Mutter die Fabrikantentochter Leopoldine Mathilde Elsbeth Agnes Hurtzig (1851–1943). Von 1884 bis 1896 lebte die Familie Sattler vorwiegend in Dresden-Loschwitz. In dieser Zeit entstand die Freundschaft mit der sechzehn Jahre älteren Künstlerin Marianne Fiedler. Irene Sattler hatte vier ältere Brüder und zwei jüngere Schwestern. Ihr Bruder Carl Sattler wurde ein bekannter Architekt.
Sie besuchte nur zweieinhalb Jahre eine Schule, ihre jüngeren Schwestern nie. Sobald die Polizei eingreifen wollte, zog die Familie nach Florenz, meist in die Villa von Adolf Hildebrand, wo Irene insgesamt sieben Jahre ihres Lebens verbrachte. Zeitweise erhielten Irene und ihre Geschwister Privatunterricht, vor allem in Fremdsprachen. Die Mutter vermittelte literarisches Wissen über Homer, Shakespeare oder Goethe. Sattlers Vater förderte ihr künstlerisches Talent. Zunächst widmete sich Irene Sattler der Malerei und erst später der Bildhauerei. Ein Teil der väterlichen Ausbildung bestand darin, dass er Aufträge annahm, um Villen zu dekorieren. Dazu nahm er seine Töchter regelmäßig mit und sie beteiligten sich an der Dekoration. Im Juni 1892 begleitete sie ihren Vater nach Frankfurt am Main und verbrachte mit ihm einige Wochen bei dem befreundeten Maler Hans Thoma. Dieser war fasziniert von dem begabten Mädchen und malte ein Bild von ihr.
Irene Sattler studierte schließlich in der Bildhauerklasse von Adolf Hildebrand, in dessen Münchner Haus sie einige Jahre wohnte. 1897 schuf sie dort ein Relief ihrer Schwester Johanna. Bei Adolf Hildebrand begegnete Sattler erstmals dem Schriftsteller und Theologen Johannes Müller, der sie bat, ihren Bruder und ihren Vater für die Renovierung des Schlosses Mainberg zu gewinnen. Beide nahmen den Auftrag gerne an und zogen nach Mainberg um.
Mit 23 Jahren zog Irene Sattler 1903 zum Studium nach Paris. Während dieser Zeit starb 1904 Marianne Fiedler, damals die zweite Ehefrau von Johannes Müller.

### Ehefrau, Mutter und Geschäftsführerin

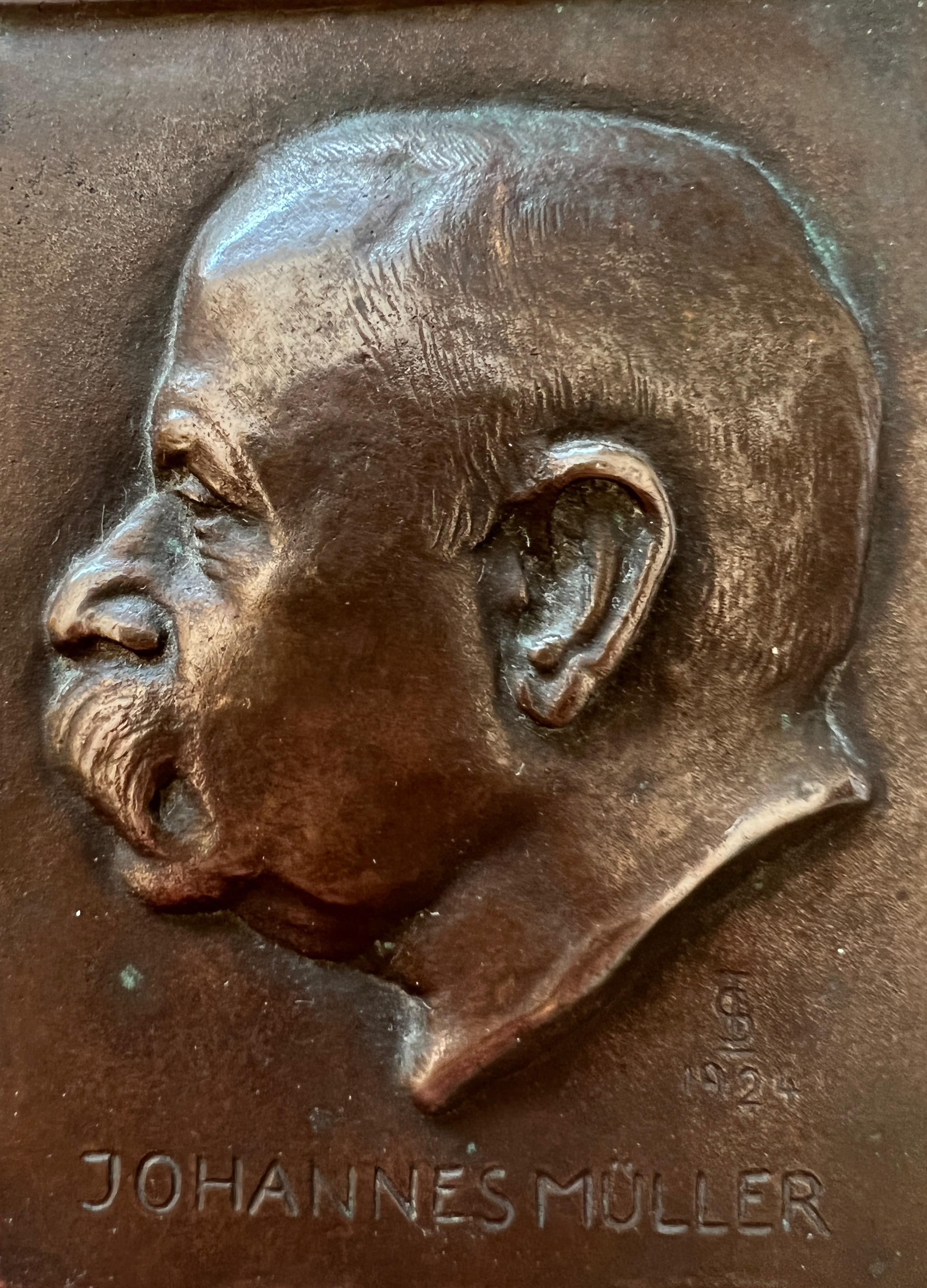
Bronzerelief von Johannes Müller von Irene Sattler

Gegen den Willen ihres Vaters wurde Irene Sattler am 1. Januar 1905 die dritte Ehefrau von Johannes Müller, übernahm die Erziehung der drei Kinder von Johannes und Marianne Müller auf Schloss Mainberg und hatte mit Johannes Müller acht eigene Kinder. 1911 zog die Familie mit inzwischen sieben Kindern in ein Einödanwesen im Elmauer Hochtal. Johannes Müller engagierte wieder Carl Sattler für den Bau von Schloss Elmau. Das Geld stiftete Elsa von Waldersee, geborene Haniel. Der Betrieb auf Schloss Elmau wurde 1916 eröffnet. Irene führte das Gasthaus und den Gutshof.

### Bildhauerin
Für Irene Müller wurde im Elmauer Wohnhaus, dem sogenannten Müllerhaus, ein Atelier mit Blick zur Zugspitze eingerichtet. Dort entstanden in den 1920er Jahren Porträtreliefs von Hans Lewicki, Max von Baden, Johannes Müller und ihrem jüngsten Sohn Wolfgang. Sie modellierte Büsten von Kindern und Enkelkindern und erschuf glasierte Keramikfiguren. Sie bildhauerte also weiter, hatte aber nie eine Ausstellung.

### Tod
Irene Sattler wurde 1957 auf dem Familienfriedhof über dem Elmauer Tal an der Seite ihres 1949 verstorbenen Ehemannes beigesetzt.

### Nachkommen
Nach dem Tod von Marianne Müller kümmerte sich Irene Müller um deren Kinder. Bald bekam sie eigene Kinder mit Johannes Müller.
Kinder von Marianne und Johannes Müller
- Hans Michael Müller (1901–1989)
- Eva Friderika Müller (1902–gestorben)
- Marianne „Manne“ Müller (1904–2006)[9]

Kinder von Irene und Johannes Müller
- Eberhard Müller-Elmau (1905–1995), Regisseur, Begründer einer Schauspielerfamilie
- Claudia Leonore Eckert, geborene Müller (1906–gestorben)[10]
- Dietrich Müller (1908–1943)
- Gudrun Richardsen, geborene Müller (1910–2007)
- Sieglinde Mesirca, geborene Müller (1915–2009)[11]
- Bernhard Müller-Elmau (1916–2007)[12]
- Ingrid Maria Irene Persch-Brooke, geschiedene Mesirca, geborene Müller (1919–2010)[13]
- Wolfgang Müller (1923–1944)

## Werke (Auswahl)
- 1897: Relief der Schwester Johanna[5]
- 1911: Porträtbüste von Johannes Müller[14]
- 1913: Tochter Gudrun mit ihren beiden Schafen, Keramikfigur[15]
- 1921: Prinz Max von Baden, Stuckrelief[15]
- 1929: Dietrich Bachmann, Reliefmedaillon[16]
- 1933: Porträtbüste von Tochter Gudrun[16]
- 1937: Grabstein für die Enkelin Christa Richardsen, Stuckrelief[17]
- Ohne Jahr: Adam und Eva, Relief[16]